# Hongqi LS5
La Hongqi LS5 è un'autovettura prodotta dalla casa automobilistica cinese Hongqi a partire dal 2015 al 2017, per essere impiegata esclusivamente dal governo cinese e non destinato alla vendita a clienti privati.

## Descrizione
L'Hongqi LS5, nome in codice P504, è stata presentata per la prima volta al salone di Shanghai il 22 aprile 2015 in forma prototipale. Un prototipo aggiornato con fari e fanali posteriori ridisegnati, paraurti e specchietti modificata, è stata mostrata salone di Pechino 2016.
L'interno della Hongqi LS5 di serie presenta un volante diverso e più moderno rispetto a quello visto nel concept del 2015, oltre a un ampio touchscreen centrale e un quadro strumenti digitale.
L'Hongqi LS5 è alimentato da un motore V8 biturbo da 4,0 litri che produce 381 CV e 530 Nm di coppia. Il motore permette alla LS5 di accelerare da 0–100 km/h in 8,1 secondi e una velocità massima di 220 km/h.